# Frontera entre la Xina i Laos
La frontera entre la Xina i Laos és una línia sinuosa de 475 kilòmetres d'extensió en sentit est-oest, que separa el nord de Laos del sud-est de la República Popular de la Xina. Separa les províncies laosianes de Luang Namtha, Oudomxai i Phongsali de la província xinesa de Yunnan. A l'est comença al mont Khoan La San, al trifini entre ambdós estats i Vietnam, es dirigeix cap a l'oest, cap al sud i segueix cap a l'oest fins al trifini dels dos estats amb Myanmar.

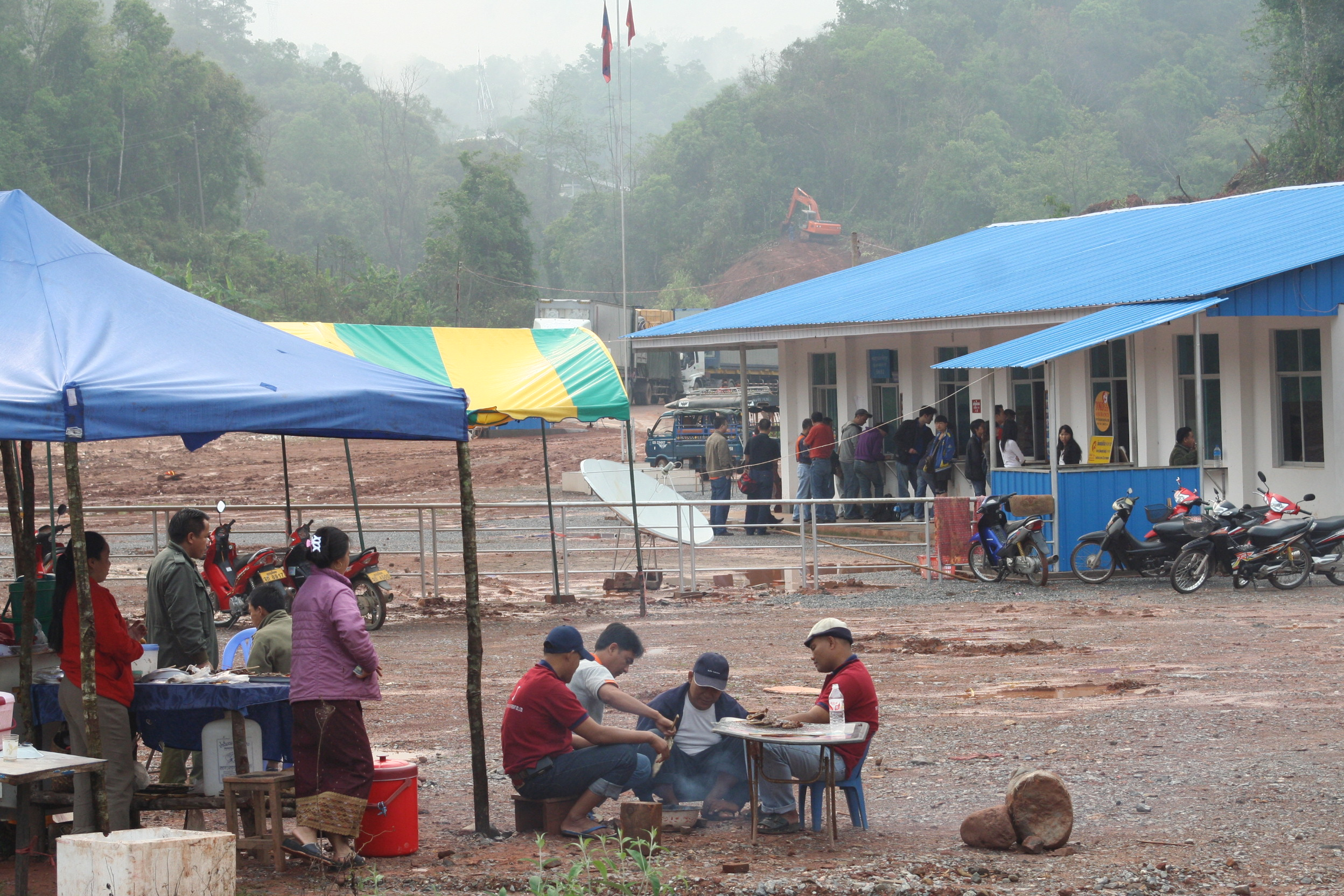
Pas fronterer de Boten, a la província de Luang Namtha

Laos va obtenir una independència parcial de França el 1949, al mateix moment en què Mao Zedong va establir la República Popular de la Xina després de derrotar el govern nacionalista de Chiang Kai Shek en la Guerra Civil Xinesa. En conseqüència, l'adaptació de la Xina dels principis de l'estalinisme en forma de maoisme va influir en la política laosiana, alimentant les demandes d'independència total de França, que es va concedir el 1953. Juntament amb la Xina, Laos es va involucrar en la guerra de Vietnam des de 1964. En aquell moment es va establir oficialment la frontera entre el país i la República Popular de la Xina.